# Magnus IV Ślepy

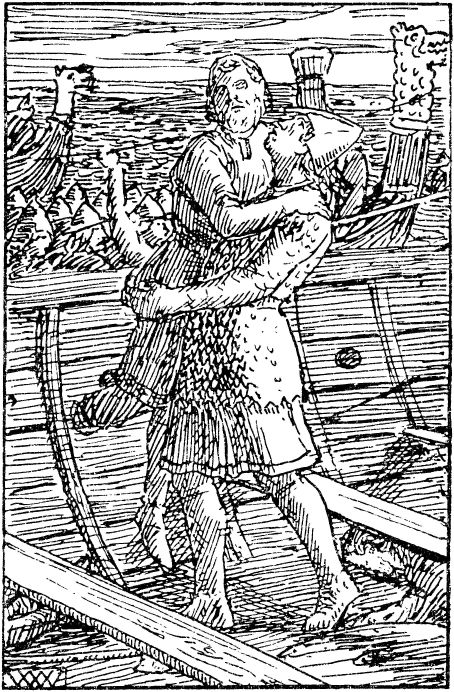
Śmierć króla Magnusa

Magnus IV Ślepy, (norw. Magnus Blinde), ur. ok. 1115, zm. 1139 – król Norwegii w latach 1130–1135 oraz 1137–1139, pochodzący z dynastii Yngling.
Magnus był pozamałżeńskim, jedynym synem króla Norwegii Sigurda I, zwanego z uwagi na udział w krucjacie Krzyżowcem. Sagi nie przekazały imienia matki Magnusa. W małżeństwie z Malmfrydą kijowską Sigurd I miał tylko córkę Krystynę.
Ojciec Magnusa pod koniec swego życia nie był w pełni władz umysłowych. Wykorzystał to przebywający do tej pory w Irlandii Harald Gille, który w 1127 lub 1128 przybył na dwór króla Sigurda I i podał się za syna króla Magnusa III Bosego (zm. 1103), ojca Sigurda I. Ociężały umysłowo król uznał Haralda Gille za swego brata i jednocześnie wyznaczył go na spadkobiercę wspólnie z synem Magnusem. Warunkiem objęcia władzy przez Haralda Gille było złożenie przez niego przysięgi lojalności wobec Magnusa. Harald rzecz jasna złożył taką przysięgę, ale jak się wnet okazało, nie zamierzał jej dotrzymać.
Król Sigurd I w zmarł w 1130 i Harald Gille oraz Magnus (IV) zostali obwołani królami Norwegii. Ta data została uznana za początek wieloletniej wojny domowej, trwającej w Norwegii do 1240 roku. Walki były toczone pomiędzy kolejnymi władcami norweskimi i pretendentami do tronu królewskiego. W kraju ukształtowały się dwa zwalczające się nawzajem obozy: pierwszy z nich, stronnictwo zwane Birkebeiner, czyli narodowe, dążyło do zjednoczenia kraju pod władzą jednego władcy; drugie stronnictwo Baglar, czyli stronnictwo kościelne (uzyskało poparcie biskupów norweskich) uważało, że każdy potomek królewskiego rodu ma prawo do części władztwa.
Pomimo złożonej przysięgi Harald Gille wszczął walki o tron z Magnusem. Pierwsze lata okazały się pomyślne dla Magnusa, którego wojska pokonały zwolenników Haralda, co zmusiło tego drugiego w sierpniu 1134 do opuszczenia Norwegii. Po zwycięskiej bitwie Magnus rozpuścił swoje wojska, co okazało się poważnym błędem, albowiem już w następnym roku Harald, po krótkim pobycie w Danii, powrócił do kraju i pokonał niczego nie spodziewającego się Magnusa. Zwycięzca uznał za konieczne pozbyć się konkurenta do królewskiego tronu, przy czym postanowił nie plamić się zabójstwem osoby pochodzącej z królewskiego rodu. Harald rozkazał, by Magnusa oślepić, wykastrować i skrócić mu jedną nogę, a następnie zarządził zamknąć go w klasztorze Nidarholm jako mnicha.
Niecny postępek Haralda nie uspokoił sytuacji w Norwegii, gdyż dwa lata później pojawił się kolejny pretendent do tronu Sigurd zwany przez przeciwników Złym Diakonem, również podający się za syna Magnusa III Bosego. Harald Gille pod wpływem silnej opozycji zgodził się z żądaniami Sigurda i dopuścił go do udziału w królewskich rządach, co jednak nie uratowało go przed zgubą, gdyż 4 grudnia 1136 Sigurd Zły Diakon zamordował Haralda.
Sigurd (III) Zły Diakon przejął władzę w części kraju, ale mimo to większość możnych uważała go za uzurpatora, uznając, że prawowitymi następcami są małoletni synowie Haralda Gille – Inge I i Sigurd II. Wówczas Sigurd Zły Diakon podjął działania, dzięki którym miał nadzieję zalegalizować swą władzę. Oswobodził z klasztoru okaleczonego Magnusa, zwanego Ślepym, i przywrócił go na królewski stolec. Odtąd panowało czterech władców. Ociemniały król Magnus udał się do wschodniej części Norwegii, gdzie miał największe grono zwolenników.
Wojska Magnusa Ślepego zostały niebawem pokonane przez młodego Inge I zwanego Garbatym. Jak się bowiem okazało, ludzie skupieni wokół małoletnich synów Haralda Gille, którym przewodził Ogmunt Derga, postanowili walczyć. Pokonany Magnus Ślepy udał się do Götalandu, a następnie do Danii, gdzie szukał pomocy u króla Eryka II, jednak duński najazd na Norwegię zakończył się zupełną klęską. Mimo tych porażek Magnus nie ustępował i dołączył do Sigurda Złego Diakona, którego władza miała jednak coraz mniejsze poparcie.
Od czasu gdy Magnus Ślepy po raz drugi objął królewski tron minęły trzy lata. Przez ten czas żadna ze stron nie odniosła zdecydowanego zwycięstwa. Ale w dniu 12 listopada 1139 w bitwie pod Holmengra wojskom Ogmunta Derga udało się wreszcie pokonać siły Sigurda i Magnusa. Podczas bitwy Magnus Ślepy zginął, zaś Sigurd Zły Diakon został wzięty do niewoli, szybko osądzony i skazany na śmierć.
Żoną Magnusa IV Ślepego była Krystyna, córka duńskiego księcia Kanuta Lavarda. Małżeństwo zawarte prawdopodobnie w 1132 zostało rozwiązane już rok później. Magnus Ślepy nie pozostawił potomstwa.